# کسب‌وکار حسابی (فیلم ۱۹۳۴)
کسب‌وکار حسابی (انگلیسی: Big Business) یک فیلم کمدی بریتانیایی به کارگردانی مانتی بنکس است که در سال ۱۹۳۴ منتشر شد. این دومین فیلمی به همین نام است که جیمز فینلیسون در آن نقش‌آفرینی می‌نمود (فیلم نخست، کسب‌وکار حسابی (فیلم ۱۹۲۹) با هنرنمایی لورل و هاردی بود).

## بازیگران
- کلاد هالبرت
- ایو گری
- ارنست سفتون
- هال والترز
- جیمز فینلیسون